# Dave Hill
David John Hill (n. 4 aprilie 1946, Holbeton, lângă Kingsbridge, Devon, Anglia, Regatul Unit) este chitaristul și unul dintre vocaliștii de fundal ai trupei engleze de glam rock, Slade.